# Lunapark (film, 2017)
Lunapark (angleško Wonder Wheel) je ameriški zgodovinsko dramski film iz leta 2017, ki ga je režiral in zanj napisal scenarij Woody Allen. V glavnih vlogah nastopajo Jim Belushi, Kate Winslet, Juno Temple in Justin Timberlake. Dogajanje je postavljeno v zgodnja 1950-ta leta v lunapark na Coney Islandu. Zgodba sledi drugi ženi in odtujeni hčeri operaterja vrtiljaka, ki ima obeta afero z reševalcem iz vode.
Film je bil premierno prikazan 14. oktobra 2017 za zaključek Newyorškega filmskega festivala, v ameriških kinematografih pa 1. decembra istega leta s strani distributerja Amazon Studios. Naletel je na mešane ocene kritikov, ki so pohvalili igro Kate Winslet, zadnjo je prejela nagrado HFA, in kinematografijo. Vseeno film ni bil finančno uspešen s 15 milijonskimi prihodki ob 25 milijonskem proračunu.

## Vloge
- Jim Belushi kot Humpty Rannell
- Juno Temple kot Carolina Rannell
- Justin Timberlake kot Mickey Rubin
- Kate Winslet kot Ginny Rannell
- Jack Gore kot Richie Rannell
- Tony Sirico kot Angelo
- Steve Schirripa kot Nick
- Debi Mazar kot gostja rojstno-dnevne zabave
- Thomas Guiry kot spogledljiv moški
- Max Casella kot Ryan
- David Krumholtz kot Jake